# Ophiomyia rhodesiensis
Ophiomyia rhodesiensis är en tvåvingeart som beskrevs av Spencer 1959. Ophiomyia rhodesiensis ingår i släktet Ophiomyia och familjen minerarflugor.
Artens utbredningsområde är Zimbabwe. Inga underarter finns listade i Catalogue of Life.